# Nathaniel Grubing
Nathaniel Grubing (fl. 1692-1697) fue un corsario inglés que navegó al servicio de los franceses. Es mejor conocido por liderar varias incursiones en Jamaica antes de su captura.

## Historia
Grubing, originario de la colonia de Jamaica pero ciudadano inglés, optó por navegar para los franceses cuando estalló la Guerra del Rey Guillermo. Esta elección la compartieron muchos otros marinos ingleses, incluidos jacobitas, católicos, piratas y corsarios descontentos con la postura de Inglaterra hacia el corso. El gobernador de Jamaica, William Beeston, mencionó: "Uno de los líderes de estos rebeldes fue un individuo llamado Grubbin, nacido aquí de padres ingleses, quien, debido a su conocimiento de la isla, llevó a cabo incursiones nocturnas, saqueando asentamientos aislados y desapareciendo antes de que se pudiera movilizar alguna fuerza en su contra".
A principios de 1692, Grubing llevó a cabo un asalto en Spanish River, Jamaica. Las autoridades locales desplegaron dos balandras armadas con el propósito de perseguir a Grubing y a otros corsarios franceses, ofreciendo una recompensa por su captura. Pronto, se añadió una tercera balandra para rastrearlo y se fortalecieron las defensas de la isla. Sin embargo, las balandras no lograron éxito y en septiembre se designó a un cuarto capitán para liderar los esfuerzos contra Grubing. A pesar de ello, la insubordinación de algunos oficiales dificultó estos intentos.
Durante el verano de 1694 en La Española, una balandra jamaicana transportó a la esposa de Grubing, quien acusó que él la maltrataba. En su siguiente incursión, Grubing advirtió a los habitantes de Jamaica que debían devolver a su esposa, o de lo contrario, secuestraría a todas las mujeres que encontrara hasta que recuperara a su esposa. Cumplió con su amenaza y secuestró a la esposa de un Mayor y a la hija de 14 años de la viuda de un ministro. En respuesta, el gobernador Beeston envió representantes al gobernador francés Du Casse para presentar quejas. Sin embargo, los franceses ignoraron la bandera de tregua y también apresaron a los hombres enviados por Beeston.
Finalmente, en enero de 1697, un inglés conocido como el Capitán Moses detuvo a varios franceses, incluido Grubing. Como resultado, Beeston lo recompensó de manera sustancial. Por otro lado, Du Casse solicitó el regreso de Grubing y amenazó, como contrapartida, con represalias contra un capitán inglés capturado llamado Price. Beeston no se dejó influir: “Eso no me impedirá hacer sufrir a Grubbin por lo que sea que la ley lo condene, ni creo que Mons. Ducasse se atreverá a hacerle cualquier cosa a un hombre inocente por el castigo de un criminal”.